# توماس لنون
توماس لنون (انگلیسی: Thomas Lennon؛ زادهٔ ۹ اوت ۱۹۷۰) یک هنرپیشه، فیلم‌نامه‌نویس، کمدین، تهیه‌کننده فیلم و کارگردان فیلم اهل ایالات متحده آمریکا است. وی از سال ۱۹۹۱ میلادی تاکنون مشغول فعالیت بوده‌است. او به عنوان بازیگر بیشتر به خاطر حضور در نمایش کمدی دولت و ایفای نقش ستوان جیم در سریال رنو ۹۱۱! و نقش فلیکس در سریال زوج عجیب شناخته می‌شود. همچنین لنون به همراه رابرت بن گارانت به عنوان نویسنده در بعضی از فیلم‌های کمدی نظیر شب در موزه، پستونک، توپ‌های خشم و گارد ساحلی حضور داشته‌است. لنون نویسنده دو رمان بزرگ‌سالانه به نام‌های رونان بویل و پل معماها و رونان بویل و باتلاق مرگ حتمی بوده‌است که کتاب رونان بویل و پل معماها در لیست پرفروش‌ترین‌های نیویورک تایمز قرار گرفت.

## زندگی‌نامه

### اوایل زندگی
توماس پاتریک لنون در اوک پارک، ایلینوی به دنیا آمد. او اصالتی ایرلندی-اسکاتلندی دارد. مادرش کاتلین مک‌شی و پدرش تیموتی لنون است. وی در سال ۱۹۸۸ از دبیرستان فارست‌ریور در اوک پارک، فارغ‌التحصیل شد.
او در شانزده سالگی با کری کنی، دوست و همکارش، در تئاتر دانشگاه نورت‌وسترن آشنا شد. این دو بعداً در نیویورک حضور یافتند و به گروه تئاتری موسوم به گروه جدید، پیوستند.

### زندگی شخصی
لنون در سال ۲۰۰۲ با جنی رابرتسون، بازیگر آمریکایی، ازدواج کرد، این زوج در سال ۲۰۰۹ صاحب یک پسر به‌نام الیور شدند. آن‌ها در لس آنجلس و ویسکانسین زندگی می‌کند.

## فیلم‌شناسی

### سینمایی
| سال  | عنوان                                   | نقش             | یادداشت                                                 |
| ---- | --------------------------------------- | --------------- | ------------------------------------------------------- |
| ۲۰۰۰ | ممنتو                                   | دکتر            |                                                         |
| ۲۰۰۳ | چگونه مردی را در ۱۰ روز از دست بدهیم    | تایلر           |                                                         |
| ۲۰۰۴ | ارتفاعات                                | مارشال          |                                                         |
| ۲۰۰۵ | پدرخوانده گرین بی                       |                 |                                                         |
| ۲۰۰۵ | هربی پرواز می‌کند                        | لاری مورفی      | نویسنده                                                 |
| ۲۰۰۵ | راهنمای مسافران مجانی کهکشان            | ادی             |                                                         |
| ۲۰۰۵ | پستونک                                  |                 | نویسنده                                                 |
| ۲۰۰۶ | شب در موزه                              |                 | نویسنده                                                 |
| ۲۰۰۶ | ایده‌های جالب بیکفورد شمکلر              |                 |                                                         |
| ۲۰۰۷ | توپ‌های خشم                              | کارل            | نویسنده، تهیه‌کننده                                      |
| ۲۰۰۷ | ده                                      |                 |                                                         |
| ۲۰۰۷ | رنو ۹۱۱: میامی                          | ستوان جیم دانگل | نویسنده، مدیر اجرایی تولید                              |
| ۲۰۰۸ | هنکاک                                   | مایک            |                                                         |
| ۲۰۰۹ | شب در موزه: نبرد اسمیتسونین             | اورویل رایت     |                                                         |
| ۲۰۰۹ | دوباره ۱۷                               | ند              |                                                         |
| ۲۰۰۹ | دوستت دارم، مرد                         | داگ             |                                                         |
| ۲۰۱۱ | معلم بد                                 | کارل            |                                                         |
| ۲۰۱۱ | شماره‌ات چنده؟                           | دکتر بارت       |                                                         |
| ۲۰۱۱ | کریسمس استثنایی هارولد و کومار          | تاد             |                                                         |
| ۲۰۱۲ | وقتی حامله هستی باید منتظر چه چیزی باشی | کریگ            |                                                         |
| ۲۰۱۲ | شوالیه تاریکی برمی‌خیزد                  | دکتر            |                                                         |
| ۲۰۱۳ | بچه جهنمی                               | پت              | نویسنده، تهیه‌کننده، کارگردان (همراه با رابرت بن گارانت) |
| ۲۰۱۳ | ما میلرها هستیم                         | ریک ناتالسون    |                                                         |
| ۲۰۱۴ | تبدیل‌شوندگان: عصر انقراض                | رئیس ستاد       |                                                         |
| ۲۰۱۵ | شوالیه جام‌ها                            | تام             |                                                         |
| ۲۰۱۷ | ماشین‌های هیولا                          | دکتر جیم        |                                                         |
| ۲۰۱۸ | قطار ۱۵:۱۷ به مقصد پاریس                | مدیر مایکل      |                                                         |
| ۲۰۱۸ | روزهای سگی                              | گرگ             |                                                         |
| ۲۰۱۸ | استاد عروسکی: ریچ کوچک                  | ادگارد          |                                                         |
| ۲۰۱۸ | رفتار بی‌‌فایده و احمقانه                 |                 |                                                         |
| ۲۰۱۸ | نیمه جادو                               |                 |                                                         |
| ۲۰۱۹ | وی‌اچ‌یس                                  |                 |                                                         |
| ۲۰۲۱ | چری                                     | دکتر            | پس‌تولید                                                 |

### تلویزیون
| سال             | عنوان                    | نقش                    | یادداشت |
| --------------- | ------------------------ | ---------------------- | ------- |
| ۱۹۹۳–۱۹۹۵       | دولت                     | شخصیت‌های مختلف         | نویسنده |
| ۱۹۹۹            | دوستان                   | رندال                  |         |
| ۲۰۰۳–۲۰۰۹، ۲۰۲۰ | رنو ۹۱۱!                 | ستوان جیم دانگل        |         |
| ۲۰۱۲            | آشنایی با مادر           | کلاوس                  |         |
| ۲۰۱۳–۲۰۱۴       | شان دنیا را نجات می‌دهد   | ماکس تامپسون           |         |
| ۲۰۱۵–۲۰۱۷       | زوج عجیب                 | فلیکس                  |         |
| ۲۰۱۶–۲۰۱۹       | بابای آمریکایی!          | نقش‌های مختلف (صداپیشه) |         |
| ۲۰۱۷–۲۰۱۹       | رژیم غذایی سانتا کلاریتا | نواک                   |         |
| ۲۰۱۷–۲۰۱۹       | اسلحه مرگ‌بار             | لئو                    |         |
| ۲۰۱۷            | اقدام لیگ عدالت          | آمازو (صداپیشه)        |         |

## جوایز
| سال  | جایزه                        | دسته‌بندی                                                    | نتیجه    |
| ---- | ---------------------------- | ----------------------------------------------------------- | -------- |
| ۱۹۹۵ | جایزه کیبل‌ای‌سی‌ئی             | بهترین نمایش کمدی برای دولت                                 | نامزدشده |
| ۲۰۰۹ | جوایز سینمایی ام‌تی‌وی         | بهترین بوسه برای فیلم دوستت دارم، مرد                       | نامزدشده |
| ۲۰۲۰ | جایزه امی ساعات پربیننده     | بهترین بازیگر مرد در سریال کمدی یا درام برای سریال رنو ۹۱۱! | نامزدشده |
| ۲۰۲۱ | جایزه گزینش منتقدان تلویزیون | بهترین سریال کمدی برای سریال رنو ۹۱۱!                       | نامزدشده |